# 溴酸钐
溴酸钐是一种无机化合物，化学式为Sm(BrO3)3。它可由硫酸钐和溴酸钡反应制得，过滤出硫酸钡后，从溶液中可以结晶出溴酸钐的九水合物。九水合物的结构通过中子散射测定，分子中存在[Sm(OH2)9]3+和BrO3−。九水合物的热分解经无水物得到SmOBr。